# Aloe komaggasensis
Aloe komaggasensis ist eine Pflanzenart der Gattung der Aloen in der Unterfamilie der Affodillgewächse (Asphodeloideae). Das Artepitheton komaggasensis verweist auf das Vorkommen der Art bei Komaggas in Südafrika.

## Beschreibung

### Vegetative Merkmale
Aloe komaggasensis wächst in der Regel einzeln und stammlos oder mit einem kurzen, niederliegenden Stamm. Die etwa 15 ausgebreiteten bis aufsteigenden, breit dreieckigen, spitzen Laubblätter bilden eine Rosette. Ihre blaugrüne, undeutlich gestreifte Blattspreite ist 30 bis 45 Zentimeter lang und 10 bis 13 Zentimeter breit. Häufig ist sie mit einigen blassen Flecken besetzt. Der weiße oder blass gelbe Blattrand ist winzig gezahnt. Der Blattsaft trocknet orangegelb.

### Blütenstände und Blüten
Der Blütenstand ist dicht verzweigt und erreicht eine Länge von 80 bis 100 Zentimeter. Die ziemlich dichten Trauben sind kopfig. Die dreieckigen Brakteen weisen eine Länge von 8 bis 15 Millimeter auf und sind 2 bis 6 Millimeter breit. Die zylindrischen, gelben oder selten orangefarbenen Blüten stehen an 10 bis 15 Millimeter langen Blütenstielen und sind 20 Millimeter lang. Auf Höhe des Fruchtknotens weisen die Blüten einen Durchmesser von 4,5 Millimeter auf. Ihre äußeren Perigonblätter sind auf einer Länge von 4 Millimetern nicht miteinander verwachsen. Die Staubblätter und der Griffel ragen kaum aus der Blüte heraus.

## Systematik und Verbreitung
Aloe komaggasensis ist in der südafrikanischen Provinz Nordkap im offenen xerophytischen Busch auf Quarzhängen verbreitet. Die Art ist nur vom Typusfundort bekannt.
Die Erstbeschreibung durch Kobus Kritzinger und Ernst Jacobus van Jaarsveld wurde 1985 veröffentlicht.
Ein nomenklatorisches Synonym ist Aloe striata subsp. komaggasensis (Kritz. & van Jaarsv.) Glen & D.S.Hardy (1987).

## Nachweise